# Gábor Andreánszky (botaniste)
Dans le nom hongrois Andreánszky Gábor, le nom de famille précède le prénom, mais cet article utilise l’ordre habituel en français Gábor Andreánszky, où le prénom précède le nom.
Gábor Andreánszky, baron de Liptószentandrás, né le 1er août 1895 à Alsópetény (Autriche-Hongrie) et mort le 20 novembre 1967 à Budapest, est un botaniste et explorateur hongrois.

## Biographie
Fils du député Gábor Andreánszky, il est nommé professeur de botanique en 1929. En 1942, il devient botaniste en chef du Musée national hongrois, poste qu'il occupe jusqu'en 1945, lorsqu'il est nommé à la tête du département de botanique de l'université de Budapest. 
Pionnier de la paléobotanique du Cénozoïque, il a mené plusieurs explorations scientifiques dans les Balkans, en Corse, au Maroc, en Tunisie et en Mauritanie.

## Héritage
Son nom a été donné à une espèce de lézard, Atlantolacerta andreanskyi